# 格氏刺鰍
格氏刺鰍為輻鰭魚綱合鰓目刺鰍亞目刺鰍科的其中一種，分布於非洲剛果河中下游流域，體長可達33.3公分，棲息在岩石底質的溪流、湖泊，屬肉食性，以魚類及昆蟲為食。